# Феррьер, Джеймс Фредерик
Джеймс Фредерик Феррьер (редко Ферриер или Феррье; англ. James Frederick Ferrier; 1808—1864) — шотландский философ-метафизик, профессор. Прославился книгой «Institutes of Metaphysic» (1854), где проводил мысль, что прежние философы анализировали лишь состояние человеческого ума, игнорируя факт сознания, и где ввёл термин Epistemology («теория познания» или «Theory of Knowing»).

## Биография и деятельность
Родился в Эдинбурге. Получил начальное частное образование у преподобного Х. Дункана (приход Рутуэлл, Дамфрис); а затем учился в Эдинбургском колледже (Edinburgh High School) и частной школе д-ра Чарльза Парра Бёрни в Гринвиче. Учился в университете Эдинбурга с 1825 по 1827 год, а затем стал студентом-стипендиатом (a fellow-commoner) Магдален-колледжа в Оксфорде, где он стал бакалавром в 1831 году. Большое значение в жизни Феррьера имело знакомство с сэром Уильямом Гамильтоном. В течение многих лет он почти ежедневно проводил время в компании Гамильтона. В 1832 году стал адвокатом, но, по-видимому, никогда не практиковал. Его вкус к метафизике, развившийся под влиянием Гамильтона, заставили его провести несколько месяцев в Гейдельберге в 1834 году, чтобы изучить немецкую философию. Он был в близок со своими тетей и дядей, мисс Феррьер и Джоном Уилсоном, а в 1837 году женился на своей кузине Маргарет Энн, старшей дочери Джона Уилсона. Он стал автором журнала Blackwood's Magazine. В 1840 году он написал статью о плагиате в творчестве Кольриджа.
Был профессором истории в Эдинбурге, потом профессором нравственной философии в Сент-Андрусе.
Известность приобрёл книгой «Institutes of Metaphysic» (1854), направленной против философии Гамильтона и родственной по духу философии тожества Шеллинга и панлогизму Гегеля. Сочинение Феррьера состоит из трёх частей: теории познания (эпистемологии), теории неведения (агнойологии; англ. Agnoiology) и теории бытия (онтологии); оно написано «more geometrico», то есть из определений и аксиом выводится ряд строго доказанных положений. Центральной идеей системы является идея об абсолютном и необходимом бытии. Несмотря на несимпатичную форму, напоминающую этику Спинозы и ряды умозаключений Вольфа, книга Феррьера представляет большой интерес в её историко-критической части. Феррьер очень остроумно критикует шотландских исследователей человеческого ума, в особенности Рида.

## Публикации
- «An Introduction to the Philosophy of Consciousness» — публикации в журнале «Blackwood’s Magazine» (1838—1839).
- «The Crisis of Modern Speculation» (статья, 1841)
- «Berkeley and Idealism» (статья, 1842)
- «Testimonials: A Candidate for the Chair of Logic and Metaphysics in the University of Edinburgh» (1852)
- «Institutes of Metaphysic: the Theory of Knowing and Being» (Эдинбург и Лондон, 1854; 530 стр.) из трёх частей:
  - 1/ «Epistemology, or Theory of Knowing»
  - 2/ «Agnoiology, or Theory of Ignorance»;
  - 3/ «Ontology, or Theory of Being»
- «Essays Critical and Imaginative» (1856—1857; 8 т.)

Посмертные издания
- «Lectures on Greek Philosophy» (1866)
- «Philosophical Works of the Late James Frederick Ferrier» (1875; 3 т.)